# فاينل فانتسي 12
فاينل فانتازي XII (بالإنجليزية: Final Fantasy XII) (باليابانية: ファイナルファンタジーXII فاينارو فانتجي تويروبو) أو فاينل فانتازي 12 هي لعبة فيديو لتقمص الأدوار طورتها ونشرتها شركة سكوير إنكس على نظام بلاي ستيشن 2 لألعاب الفيديو. اللعبة هي الجزء الثاني عشر من سلسلة فاينل فانتسي الرئيسية وأُطلِقَت عام 2006، وهي أول جزء أساسي ذو نمط لعب فردي منذ فاينل فانتازي X الذي أطلقت منذ خمسة أعوام سابقة. قدمت اللعبة عدة ابتكارات للسلسلة، منها نظام قتال سلس، وكاميرا قابلة للتحكم، ونظام «مناورة» قابل للتخصيص يسمح للاعب بالتحكم بأفعال الشخصيات بشكل تلقائي؛ ونظام «ترخيص» يحدد القدرات والمعدات التي تستخدمها الشخصيات. فاينل فانتازي XII أيضاً تضم عناصر من ألعاب سابقة لها في السلسلة مثل الوحوش المستدعاة وطيور الـ«تشوكوبو» وكائنات الـ«موغل».
تجري أحداث اللعبة في أرض «إيڤاليس» الخيالية حيث تخوضان إمبراطوريتي «أركَيديا» و«روزاريا» حرباً أزلية. مملكة دلماسكا الصغيرة محاصرة بين الدولتين المتعاركتين. عندما استولت أركَيديا على دلماسكا وضمتها إلى تبعيتها، كوّنت أميرتها «آش» حركة مقاومة. خلال الصراع التقت الأميرة بـ«ڤان»، مغامر يافع يحلم بأن يصبح قرصانأً سماوياً يترأس سفينة هوائية. تنضم لهما فرقة من الحلفاء، واجتمعوا معاً للكفاح ضد طغيان الإمبراطورية الأركَيدية.
تم بيع أكثر من مليوني نسخة من اللعبة في اليابان، مما جعل فاينل فانتازي XII رابع أكثر ألعاب بلاي ستيشن 2 مبيعاً في العالم عام 2006. اعتبارا من مارس 2007، تم شحن أكثر من 5.2 مليون نسخة من اللعبة لجميع أنحاء العالم. تلقت فاينل فانتازي XII نقداً إيجابياً بشكل عام، وحازت على عدة جوائز من طراز «لعبة العام» في عدة فئات من منشورات ألعاب فيديو مرموقة، كما أصدر جزء ملحق لها لنينتندو دي إس بعنوان فاينل فانتازي XII: الأجنحة العائدة عام 2007.

## نظام اللعب
أثناء اللعبة يتحكم اللاعب بشكل مباشر بالشخصية الظاهرة على الشاشة من منظور الشخص الثالث ويمكنه التفاعل مع الأشخاص والأشياء والأعداء.
بعكس الأجزاء السابقة في السلسلة يستطيع اللاعب التحكم بالكاميرا باستخدام عصى التحكم اليمنى التي تسمح بإدارة الكاميرا بمقدار 360 درجة حول اللاعب. في أثناء التواجد في المدن والبلدات يتم التحكم بڤان فقط، وفي أثناء المعارك يمكن التحكم بأي شخصية. تم تقسيم عالم فاينل فانتازي XII نسبة إلى الشخصيات الموجودة فيه، فبدلاَ من وجود رسم مبسط للشخصية يتجول في منطقة مصغرة (كما هو الحال في أجزاء سابقة من السلسلة) تمثل كل منطقة بشكل كامل. يستطيع اللاعب اسكتشاف العالم على الأقدام أو بواسطة التشوكوبو أو باستخدام السفن الهوائية.
يستطيع اللاعب تخزين لعبتهم على بطاقة ذاكرة باستخدام بلورات التخزين أو بلورات البوابة، كما يمكنهم أيضاَ استخدام الأخيرة للانتقال إلى بلورة بوابة أخرى. 
يعطي سجل الحيوانات الرامزة الموجود في اللعبة معلومات عابرة عن عالم فاينل فانتازي XII.
تعيد فاينل فانتازي XII هيكلة نظام كسب الـ«غِل» (gil)، عملة ألعاب فاينل فانتسي؛ فبدلاً من الغِل، تسقط «غنائم» من معظم الأعداء ويمكن بيعها في الأسواق. هذا النظام متصل بميكانيكية المعارك الجديدية التي تكافئ اللاعب بغنائم أفضل مقابل القضاء على نوع معين من الأعداء عدة مرات على التوالي. بيع أنواع مختلفة من الغنائم يفتح خياراً للـ«بازار» في الأسواق، والذي يقدم مواداً أرخص ثمناً أو مواداً حصرية.

### نظام المعارك

في معارك البُعد النشط (ADB)، تتحرك الشخصيات بحرية وتقوم بالمهاجمة حال استعدادها. الخطوط الزرقاء تمثل أهداف اللاعب والخطوط الحمراء تمثل أهداف الأعداء.

عملية التخلص من «المجابهات العشوائية» في فاينل فانتازي XI واستمرت في فاينل فانتازي XII، كما يغيب المقطع الانتقالي المعتاد في السابق عن هذه اللعبة، والذي يؤدي إلى شاشة معركة منفصلة. بدلاً من ذلك، فإن الأعداء بارزين في عالم اللعبة قبيل الاشتباك، وقد يختار اللاعب قتالهم أو تفاديهم. تستهل المعارك في الوقت الفعلي باستخدام نظام يدعى «معركة البُعد النشط» أو "Active Dimension Battle" (ADB). تبدأ المعركة عندما تقترب الفرقة من عدو شرس، أو عندما تهاجم الفرقة عدواً، أو عندما يؤدي حدث في القصة لمواجهة. عندما تبدأ شخصية أو عدو بفعل ما، تصل خطوط الأهداف الشخصيات بأعضاء الفرقة الآخرين أو بالأعداء؛ تمثل الألوان المختلفة نوعية الفعل. يستطيع اللاعب أن يغير بين الشخصيات الثلاث وأمرها بالقيام بأفعال حسب الحاجة؛ ولكن الذكاء الاصطناعي للعبة يتحكم في الشخصيات الضيفة. تبدأ أوامر المعركة من خلال مجموعة من القوائم وتشمل الهجوم، والسحر والتقنيات، والضباب، والمناورات، والمواد. يستطيع اللاعب التبديل بين أي شخصية نشطة بشخصية غير نشطة في أي وقت، إلّا إذا كانت الشخصية النشطة مستهدفة من قبل هجمة أو قدرة. من الممكن أيضاً تبديل الشخصيات المطروحة أرضاً.
نظام «المناورة» هو إحدى المزايا الجديدة في فاينل فانتازي XII، وهو نظام يتيح لكل شخصية القيام بأوامر معينة في المعركة كردة فعل لشروط محددة. يستطيع اللاعب تحديد ردود فعل تجاه حليف آخر أو تجاه عدو باستخدام «المناورات». كل مناورة مكونة من ثلاثة أجزاء: هدف وفعل وأولوية. يحدد الهدف أي حليف أو عدو للقيام بفعل عليه ويحدد شرط تطبيق الفعل. على سبيل المثال، الهدف "Ally: HP <70%" يجعل الشخصية تستهدف أي حليف انخفضت طاقته دون الـ70%. الفعل هو الأمر الذي يتم تنفيذه على الهدف. الأولوية تحدد المناورة التي يتم تنفيذها في حال اندلاع عدة مناورات. هذه الاستدلالات ترشد الشخصيات عند عملها بشكل مستقل مع إعطاء الأولوية القصوى دائماً للأوامر المُدارة من قبل اللاعب.
في فاينل فانتازي XII، ظاهرة غامضة معروفة بالـ«ضباب» هي الطاقة الرئيسية التي تسمح للشخصيات بممارسة سحر الاستدعاء والقيام بالـ«كوِكينينغز». بعد هزيمة كائن «أسبر» ما في القتال، يستطيع اللاعب استدعاءه إلى أرض المعركة. مثل فاينل فانتازي X،  تشارك المخلوقات المستدعاة في القتال بشكل نشط على عكس الهجمات السينمائية المصورة في الأجزاء السابقة من السلسلة. ولكن بشكل مختلف عن فاينل فانتازي X، فالأسبر يتبعون مناورات خفية بدلاً من الخضوع لأوامر اللاعب المباشرة. يظل المستدعي عضواً نشطاً في المعركة، وباستطاعته الهجوم وممارسة سحر مساعد عوضاً عن مغادرة الفرقة أو الوقوف بجمود عندما تقوم المخلوقات المستدعاة بالقتال. سيترك الأسبر المعركة إن سقط مستدعيه أو سقط هو نفسه، أو إن انتهى وقته المحدد، أو إن نفّذ هجمته الخاصة. لدى بعض الأسبر أصولاً في لعبتيّ فاينل فانتازي تاكتكس وفاينل فانتازي تاكتكس أدفانس، وغيرهم مشتقّين من رؤساء نهايات ألعاب فاينل فانتسي سابقة مثل كَيَوس، آخر رئيس في لعبة فاينل فانتازي الأولى، وزيرومَس، الرئيس الأخير في لعبة فاينل فانتازي IV.
تُقَدِّم فاينل فانتازي XII «كويكينينغز»، نظام مميز لهجمات «ليميت بريك» بالمقارنة مع الألعاب السابقة في السلسلة. تتعلم الشخصيات الكويكينينغز عن طريق التوصل إلى قطع بلاط معينة على لوحة الترخيص. بإمكان كل شخصية أن تتعلم ثلاثة هجمات كويكينينغ خاصة بتلك الشخصية. تستطيع الشخصيات ربط الكويكينينغز وجمعها في هجمات مركبة كبيرة تدعى «سلاسل الضباب» عن طريقة كبسات أزرار مُوَقَّتة. إن امتدت سلسلة ضباب لطول معين، فستبدأ ضربة أخيرة في نهاية دورة الكويكينينغ تدعى «التزامن».

### نظام النمو
على غرار العديد من ألعاب تقمّص الأدوار، ترتفع مستويات الشخصيات كلما كسبت عدداً معيناً من نقاط الخبرة الناتجة عن هزيمة الأعداء؛ كذلك ترتفع إحصائيات الشخصية مع كل مستوى وبالتالي يتحسن أداءها في المعركة. تتضمن الإحصائيات نقاط الحياة، وهي مقدار الضرر الذي قد تتلقاه الشخصية؛ القوة، وهي شدة الهجمات الجسدية لدى الشخصية؛ والسحر، وهو فاعلية التعاويذ السحرية لدى الشخصية.
بالإضافة إلى الارتقاء في المستويات، يستطيع اللاعبون تحسين شخصياتهم عن طريق لوحة الترخيص. لوحة الترخيص هي مجموعة بلاطات منسقة تحوي «ترخيصات»، وهي تصريحات تسمح للشخصية بأداء أوامر معينة. تقسم اللوحة إلى قسمين: القسم العلوي يحوي ترخيصات للسحر والتقنيات والإكسسوارات والزيادات (إحصائيات مطورة وتطويرات دائمة أخرى)، والقسم السفلي في غالبيته يحوي ترخيصات للأسلحة والدروع. من أجل استخدام السحر أو التقنيات أو المعدات، يجب على الشخصية الحصول على الترخيص المماثل لها عن طريق صرف العدد المطلوب من نقاط الترخيص (LP). يتم كسب نقاط الترخيص خلال المعارك مع نقاط الخبرة. مثل الشبكة الكروية في فاينل فانتازي X، بإمكان جميع الشخصيات الحصول على جميع الترخيصات على اللوحة؛ ولكن لا يمكن إلا لشخصية واحدة أن تفعّل ترخيص الكويكينينغ أو الأسبر.

## الحبكة

### الخلفية
تجري أحداث فاينل فانتازي XII في أرض إيڤاليس خلال عصر «يشيع فيه السحر» حيث «تطوي السفن الهوائية السماوات وتزاحمها». في هذا الزمن يتم استخدام الـ«ماجيسايت»–معدن غني بالسحر–بشكل شائع في تحضير التعاويذ السحرية وفي تحريك السفن الهوائية–وسيلة نقل شعبية في إيڤاليس. إيڤاليس مقسمة إلى ثلاثة قارات: أورداليا، وڤالِنديا، وكِروون. تقع أورداليا في الجزء الغربي من إيڤاليس. تتخذ الإمبراطورية الروزارية من موطناً من السهول الداخلية الواسعة لهذه القارة حيث قسمها الشرقي صحراوي بشكل كبير تدعى «ياغد»–مناطق خارجة عن القانون وغنية بـ«الضباب»، وهو المظهر الأثيري للماجيسايت، لدرجة عدم قدرة السفن الهوائية على العمل فيها. ڤالِنديا هي موطن أركَيديا الإمبريالية حيث تُقَلِّد المرتفعات الخضراء المشهد الطبيعي. تتمحور القصة حول دلماسكا، مملكة صغيرة تقع بين القارتين والإمبراطوريتين. دلماسكا محاصرة بمساحات صحراوية كونها تقع في وسط شبه الجزيرة الغالتيّة أورداليا. مناخ دلماسكا المعتدل يختلف عن أجواء كِروون الباردة الجنوبية وسهول أورداليا وڤالِنديا الخضراء. كانت إيڤاليس مهددة في ذلك الحين جراء حرب راهنة بين قوتيّ روزاريا وأركَيديا. كونها عالقة بين إمبراطوريتين قويتين، تم إخضاع دلماسكا وعدد من الدويلات الأخرى من قبل أركَيديا عامين قبل أحداث اللعبة.

### الشخصيات
الشخصيات الرئيسية الستة القابلة للعب في فاينل فانتازي XII هم ڤان، يتيم مفعم بالنشاط قادم من مدينة راباناستر ويحلم بأن يصبح قرصاناً سماوياً؛ آش، أميرة دلماسكية ذات عزيمة وإصرار فقدت والدها وزوجها خلال الغزو الأركَيدي؛ باش، فارس دلماسكي موصوم بالعار ومتهم بالخيانة بسبب قتله للملك؛ بالثير، قرصان سماوي نبيل يقود سفينته الهوائية التي تدعى «ذا سترال»؛ فران، شريكة بالثير المنفية من عرق «ڤييرا» وتمتد معرفتها إلى الأساطير والخرافات؛ وبينيلو، صديقة ڤان منذ الصغر التي ترافقه في رحلاته من أجل مراقبته.
تحكم عائلة سوليدور الإمبراطورية الأركَيدية ويترأسها الإمبراطور غرامِس. ابنَيّ الإمبراطور هما ڤَين ولارسا، الأول عسكري عبقري والأخير باحث مؤثر عن السلام. القضاة هم حافظو القانون الأركَيدي وحماة آل سوليدور ومنفذّو كل أوامر العائلة المالكة. العجائب التكنولوجية من ضمنها السفن الهوائية والنيثيسايت الصناعي، وهو نوع من الماجيسايت الذي يمتص الضباب، يعود فضلها للدكتور سِد، باحث مرموق من أركَيديا. المقاومة المضادة لأركَيديا تشمل ڤوسلر، وهو حليف لباش؛ المركيز حليم أوندور، راوي اللعبة وحاكم مدينة بوجربة السماوية؛ ريداس، قرصان سماوي يتخذ مقراً من ميناء مدينة بالفونهايم؛ والإمبراطورية الروزارية حيث ألسِد مارغريس هو أمير من عائلتها المالكة. تتمحور أسطورة فاينل فانتازي XII حول شخصية تدعى الملك الحاكم رَيثوول، رجل قام بتوحيد إيڤاليس يوماً ما لبناء التحالف الغالتيّ في عصور مضت.

### القصة
تفتتح فاينل فانتازي XII بمقدمة تجري أحداثها في عاصمة دلماسكا، راباناستر، حيث تزوجت الأميرة آش الدلماسكية والأمير راسلر من نبراديا في حين غزو الإمبراطورية الأركَيدية للدولتين. يُقتل راسلر في الحرب وتدمر مدينة نابودِس بانفجار وحيد، ويُغتال راميناس، ملك دلماسكا، بعد لحظات من توقيعه لمعاهدة استسلام. يعلن المركيز أوندور أن القاتل هو الكابتن الدلماسكي باش والذي حُكِم عليه بالموت، وأن الأميرة آش انتحرت. ثم تنتقل اللعبة إلى عامين في المستقبل للحاق بڤان، صبي مشرد في مدينة راباناستر. يتجاهل ڤان اعتراضات صديقته بينيلو ويتسلل إلى القصر خلال إقامة مأدبة عشاء احتفاءً بتعيين الأمير الأركَيدي ڤَين سوليدور كقنصل. يعثر ڤان على قطعة ماجيسايت (بلورة سحرية قوية) في الخزينة، إلا أن بالثير وفران، قرصانان سماويان يبحثان عن الماجيسايت، قاما بكشفه. يهرب الثلاثة خلال هجوم قوات المقاومة الدلماسكية على القصر، وفي المجاري يقابلون قائدة المقاومة أماليا قبل أن تقبض عليهم القوات الأركَيدية. بعد حبسهم في زنزانات نالبِنا، يلتقون بباش الذي سُجِن ولكن لم يُقتَل، والذي يزعم أن أخيه التوأم غابرانث هو من قتل الملك. يهرب الأربعة جنباً إلى جنب بمساعدة بينيلو ويفرون إلى مدينة بوجربة العائمة.
هناك يقابلون لامونت، فتى لافت للنظر وسرياً أخ ڤَين الأصغر لارسا. يواجه باش المركيز وأكاذيبه ولكن يُقبَض على الفرقة ويتم حبسها على متن السفينة الهوائية ليڤايَثان بقيادة القاضي غِيس. على متن ليڤايَثان، يُلَم شمل الفرقة مع أماليا التي يتم الكشف عن كونها الأميرة آش. يأخذ غِيس الماجيسايت، الذي يُكشف عن كونه قطعة أثرية ملكية دلماسكية (نيثيسايت طبيعي)، من ڤان لغرض إراسله إلى أركَيديا. تهرب الفرقة من السفينة الهوائية، ولكن بما أن آش قد خططت لاستخدام الماجيسايت كإثبات على كونها أميرة، فقامت الفرقة برسم خطط للظفر بقطعة أخرى من النيثيسايت تدعى كِسرة الفجر. قاموا باستلامها ولكن قبض عليهم غِيس مجدداً؛ عندما حاول استخدام كِسرة الفجر لتفعيل الليڤايَثان بدلاً من الماجيسايت الصناعي الذي يُستخدم في العادة، دُمِّرَ أسطول السفن الهوائية بالكامل على غرار دمار نابودِس خلال فرار الفرقة مرة أخرى.
بعدها تواجه الفرقة لارسا الباحث عن اتفاقية سلام بين دلماسكا والإمبراطورية. بعد اقتناعها، تذهب آش والفرقة إلى جبل بر-أوميسَيس بحثاً عن الكلتياس العظيم أنَستاسِس، زعيم إيڤاليس الديني، وطلب قبوله بها كملكة دلماسكا. هناك أيضاً يقابلون ألسِد مارغريس، عضو في العائلة الإمبراطورية الروزارية، الذي يحاول تفادي حرب بين روزاريا وأركَيديا في خضم مفاوضات مع لارسا. حُصِرت خططهم عندما تقتل أركَيديا أنَستاسِس وسرعان ما يموت الإمبراطور الأركَيدي ويعلتي ڤَين العرش.

## مشكلة أداة التحكم
يدعي بعض اللاعبين أن هناك مشكلة ظهرت في نسخة كل من أمريكا الشمالية وأوروبا تتعلق بأداة التحكم ورغم أن سكوير انيكس لم تؤكد ذلك إلا أن اللاعبين يدعون أن هناك مشكلة تتمثل في أن زر المثلث لا يفتح قائمة المجموعة ولكنه يعمل أثناء الحوارات (القفل)، وزر الاختيار لا يفتح الخريطة وزر المربع لا يعود إلى الشاشة الرئيسية في أثناء شاشة التوقف، المؤقت وزر التقاطع لا يتجاوز المشاهد السينيمائية.
حاول كثير من اللاعبين الاتصال بسكوير انيكس لحل المشكلة.
ويبدو من اجابات الشركة ان الحل الوحيد هو استخدام اداة تحكم أخرى. 

## روابط خارجية
- فاينل فانتسي 12 على موقع IMDb (الإنجليزية)